# Paronychia lindheimeri
Paronychia lindheimeri là loài thực vật có hoa thuộc họ Cẩm chướng. Loài này được Engelm. ex A. Gray mô tả khoa học đầu tiên năm 1850.